# Håtuna församling
Håtuna församling var en församling i Uppsala stift och i Upplands-Bro kommun. Församlingen uppgick 2010 i Bro församling.

## Administrativ historik
Församlingen har medeltida ursprung och utgjorde under medeltiden ett eget pastorat för att därefter till 1962 vara moderförsamling i pastoratet Håtuna och (Håbo-)Tibble. Från 1962 till 2006 var den annexförsamling i pastoratet Bro och Låssa, Håtuna och Håbo-Tibble, och från 2006 till 2010 annexförsamling i pastoratet Bro och Håtuna. Församlingen uppgick 2010 i Bro församling.

## Kyrkor
- Håtuna kyrka
- Håtuna kyrka